# Tom Rhys Harries
Tom Rhys Harries, född 8 oktober 1990 i Cardiff, är en brittisk (walesisk) skådespelare. Han är mest känd för att spela rollen som Axel Collins i Netflixserien White Lines (2020) och Eddie Walker i Apple TV+-serien Suspicion (2022). Harries har också haft återkommande roller i TV-serier som Saknad, aldrig glömd (2018) och Britannia (2019). Vidare har han synts till i filmer som Slaughterhouse Rulez (2018), The Gentlemen (2019) och Kandahar (2023), samt haft en ledande gästroll i ett avsnitt av TV-serien Doctor Who ("Dot and Bubble", 2024).
Harries växte upp som det äldsta av tre syskon, detta med föräldrar som båda arbetade inom skolans värld (engelsklärare och skolledare). År 2013 gjorde han sin West End-debut i den Jez Butterworth-skrivna pjäsen Mojo, där han bland annat spelade mot Colin Morgan, Rupert Grint och Ben Whishaw. I juni 2025 stod det även klart att han skulle spela rollen som Clayface i en ännu okänd film från DC Universe.

## Filmografi (i urval)

### Filmer
| År   | Titel                                 | Roll            | Noter |
| ---- | ------------------------------------- | --------------- | ----- |
| 2014 | Ironclad: Battle for Blood            | Hubert de Vesci |       |
| 2017 | Dragonheart: Battle for the Heartfire | Edric           |       |
| 2018 | Slaughterhouse Rulez                  | Clegg           |       |
| 2019 | The Gentlemen                         | Power Noel      |       |
| 2023 | Kandahar                              | Oliver Altman   |       |

### TV-serier
| År   | Titel                | Roll            | Noter                        |
| ---- | -------------------- | --------------- | ---------------------------- |
| 2012 | Parade's End         | O Five Thomas   | Avsnitt #1.4                 |
| 2015 | Hinterland           | Gary Pearce     | Avsnittet "Ceredigion"       |
| 2015 | Morden i Midsomer    | Ryan Carnarvon  | Avsnittet "A Vintage Murder" |
| 2017 | Chewing Gum          | Predikant       | Avsnittet "Orlando"          |
| 2018 | Saknad, aldrig glömd | Eliot Hollis    | 6 avsnitt                    |
| 2019 | Britannia            | Mallin          | 6 avsnitt                    |
| 2019 | 15 Days              | Rhys            | 4 avsnitt                    |
| 2020 | White Lines          | Axel Collins    | 10 avsnitt                   |
| 2022 | Suspicion            | Eddie Walker    | 8 avsnitt                    |
| 2022 | The Split            | Gus             | Avsnitt #3.2                 |
| 2024 | Doctor Who           | Ricky September | Avsnittet "Dot and Bubble"   |
| 2025 | Wolf King            | Lucas           | Röst                         |